# Seznam herojev Sovjetske zveze
Seznam herojev Sovjetske zveze.

## Seznam

### Četverni heroji
- Leonid Iljič Brežnjev
- Georgij Konstantinovič Žukov

### Trojni heroji
- Semjon Mihajlovič Budjoni
- Ivan Nikitovič Kožedub
- Aleksander Ivanovič Pokriškin

### Dvojni heroji
Vladimir Viktorovič Aksjonov - Aleksander Pavlovič Aleksandrov - Vladimir Abramovič Aleksenko - Aleksej Vasiljevič Aleljuhin - Sultan Amet-Han - Vasilij Ivanovič Andrianov - Stepan Elizarovič Artjomenko - Vasilij Sergejevič Arhipov - Azi Ahad Aslanov - Ivan Kristoforovič Bagramjan - Pavel Ivanovič Batov - Leonid Ignatjevič Beda - Talgat Jakobekovič Begeldinov - Atanasij Pavlantjevič Beloborodov - Georgij Timotejevič Beregovoj - Valerij Fjodorovič Bikovski - Semjon Iljič Bogdanov - Ivan Nikiforovič Bojko - Mihail zaharovič Bondarenko - Andrej Jegorovič Borovih - Nikolaj Mihajlovič Buffoons - Nikolaj Vasiljevič Čelnokov - Ivan Danilovič Černjahovski - Vasilij Ivanovič Čujkov - Sergej Prokofjevič Denisov - David Abramovič Dragunski - Vladimir Aleksandrovič Džanibenkov - Ivan Ivanovič Fesin - Anatolij Vasiljevič Filipčenko - Aleksej Fjodorovič Fjodorov - Jevgenij Petrovič Fjodorov - Mihail Georgijevič Fomičjov - Musa Gajsinovič Garejev - Vasilij Atanasijevič Glazunov - Dimitrij Borisovič Glinka - Aleksander Aleksejevič Golovačjov - Pavel Jakovljevič Golovačjov - Viktor Maksimovič Golubjev - Viktor Vasiljevič Gorbatko - Nikolaj Ivanovič Gorjuškin - Sergej Georgijevič Gorškov - Andrej Antonovič Grečko - Georgij Mihajlovič Grečko - Sergej Ivanovič Gricevec - Aleksej Aleksandrovič Gubarjev - Nikolaj Dimitrijevič Gulajev - Josip Iraklijevič Gusakovski - Semjon Vasiljevič Hohrjakov - Timotej Timotejevič Hrjukin - Aleksander Sergejevič Ivančenkov - Ivan Ignatjevič Jakubovski - Aleksander Nikolajevič Jefimov - Vasilij Sergejevič Jefremov - Aleksej Stanislavovič Jelisejev - Kiril Aleksejevič Jevstignejev - Pavel Mihajlovič Kamozin - Aleksander Terentjevič Karpov - Mihail Jefimovič Katukov - Leonid Denisovič Kizim - Peter Iljič Klimuk - Aleksander Fjodorovič Klubov - Vladimir Konstantinovič Kokkinaki - Aleksander Ivanovič Koldunov - Vladimir Mihajlovič Komarov - Peter Kirilovič Koševoj - Vladimir Vasiljevič Kovaljonok - Sidor Artemevič Kovpak - Semjon Antonovič Kozak - Andrej Grigorjevič Kravčenko - Grigorij Panteljevič Kravčenko - Stepan Ivanovič Kretov - Nikolaj Ivanovič Krilov - Valerij Nikolajevič Kubasov - Jevgenij Maksimovič Kungurcev - Pavel Stepanovič Kutahov - Mihail Vasiljevič Kuznjecov - Vladimir Dimitrijevič Lavrinenkov - Valentin Vitaljevič Lebedjev - Dimitrij Danilovič Leljušenko - Aleksej Arhipovič Leonov - Viktor Nikolajevič Leonov - Vladimir Atanasjevič Ljahov - Sergej Danilovič Luganski - Oleg Grigorjevič Makarov - Rodjon Jakovljevič Malinovski - Jurij Vasiljevič Mališev - Aleksej Jefimovič Mazurenko - Ivan Harlampijevič Mihajličenko - Vasilij Iljič Mihlik - Grigorij Mihajlovič Miljnikov - Aleksander Ignatjevič Molodči - Kiril Semjonovič Moskalenko (1943 in 1978) - Anatolij Konstantinovič Nedbajlo - Andrijan Grigorjevič Nikolajev - Aleksander Aleksandrovič Novikov - Mihail Petrovič Odincov - Vasilij Nikolajevič Osipov - Ivan Dimitrijevič Papanin - Georgij Mihajlovič Paršin - Ivan Fomič Pavlov - Vasilij Stepanovič Petrov - Isa Aleksandrovič Plijev - Pavel Artemevič Plotnikov - Peter Atanasjevič Pokrišev - Ivan Semjonovič Polbin - Vitalij Ivanovič Polkov - Leonid Ivanovič Popov - Pavel Romanovič Popovič - Aleksej Nikolajevič Prohorov - Vasilij Ivanovič Rakov - Grigorij Andrejevič Rečkalov - Pavel Semjonovič Ribalko - Aleksej Konstantinovič Rjazanov - Vasilij Georijevič Rjazanov - Valerij Viktorovič Rjumin - Aleksander Iljič Rodimcev - Konstantin Konstantinovič Rokosovski - Jurij Viktorovič Romanenko - Nikolaj Nikolajevič Rukavišnikov - Boris Feoktisovič Safonov - Svetlana Jevgenjevna Savicka - Jevgenij Jakovljevič Savicki - Viktor Petrovič Savinih - Nikolaj Ilarionovič Semejko - Vasilij Vasiljevič Senjko - Vitalij Ivanovič Sevastjanov - Grigorij Flegontovič Sivkov - Nikolaj Mihajlovič Skomorohov -  Zahar Karpovič Sljusarenko - Aleksej Semjonovič Smirnov - Jakov Vladimirovič Smuškevič - Vladimir Aleksejevič Solovljov - Ivan Nikiforovič Stepanenko - Mihail Tihonovič Stepaniščev - Nelson Georgijevič Stepanjan - Nikolaj Georgijevič Stoljarov - Genadij Mihajlovič Strekalov - Stepan Pavlovič Suprun - Aleksander Osipovič Šabalin - Vladimir Aleksandrovič Šatalov - Šilin Athanasius Petrovič - Stepan Fedorovič Šutov - Pavel Andrejevič Taran - Semjon Konstantinovič Timošenko - Aleksander Mihajlovič Vasiljevski - Boris Valentinovič Volinov -Vladislav Nikolajevič Volkov - Ivan Aleksejevič Voroljov - Kliment Jefremovič Vorošilov - Arsenij Vasiljevič Vorožejkin - Matvej Vasiljevič Zaharov - Vasilij Aleksandrovič Zajcev -

### Enojni heroji
Memiš Abdulajev - Vladimir Fjodorovič Abramov - Nikolaj Ivanovič Abramčuk - Vladimir Iljič Afanasjev - Sergej Aleksandrovič Andrjuščenko - Grigorij Sevastjanovič Agešin - Gezenfer Akberov - Sergej Nikolajevič Anohin - Peter Jakovljevič Anučkin - Raisa Jermolajevna Aronova - Jurij Petrovič Artjuhin - Nikolaj Nikolajevič Aržanov - Geraj Asadov - Ivan Avdjejevič Avekov - Fedozij Mihajlovič Avhačev - Nikolaj Ivanovič Avrorski - Ivan Ivanovič Baharev - Dimitrij Jevstignejevič Bakanov - Nikolaj Aleksandrovič Belozercev - Vladimir Mihajlovič Bezbokov - Konstantin Vladimirovič Blagodarov - Pavel Fjodorovič Blinov - Pavel Mihajlovič Bogatov - Nikolaj Timofejevič Bogomolov - Katarina Vasiljevna Budanova - Zija Bunjatov - Aleksej Ivanovič Dollars - Mihail Aleksejevič Fromov - Jurij Aleksandrovič Garnajev - Pjotr Mihajlovič Gavrilov (1952) - Abaš Gulijev - Adil Gulijev - Pjotr Haritov - Habibula Huseinov - Mehdi Hüseynzadə - Ivan Ivanovič Ivanov - Valentin Fjodorovič Kovaljov - Lidija Litvjak - Israfil Mammadov - Melik Maharov - Mehdi Mahmudov - Mihail Semjonovič Malov - Musa Hiramanovič Manarov - Aleksander Ivanovič Marinesko - Nikolaj Pavlovič Massonov - Mihail Ivanovič Mjasnikov (1944) - Roman Naumovič Močulski - Vasilij Fjodorovič Morozov - Pjotr Grigorjevič Lopatin - Fjodor Fjodorovič Opadči - Aleksej Dimitrijevič Pereljot - Nejefgulu Rafijev - Marina Raskova - Nikolaj Stepanovič Ribko - Grigorij Aleksandrovič Sedov - Peter Ivanovič Šavurin - Georgij Mihajlovič Šijanov - Aleksander Grigorjevič Vasiljčenko - Jakov Iljič Vernikov - Aslan Vezirov - Georgij Židov